# کلانتر (کلیبر)
کلانتریا «کلنتر» یکی از روستاهای استان آذربایجان شرقی است که در دهستان آبش‌احمد بخش آبش‌احمد شهرستان کلیبر واقع شده‌است. روستای کلنتر
جمعیت این روستا ۶۵۳ نفر می‌باشد و تعداد خانوار ۳۰۰ خانوار می‌باشد.
این روستا دارای اماکن گردشگری بسیار عالی  در فصل بهار و تابستان می‌باشد و دارای بهترین نوع آب و هوا بخصوص در تابستان می‌باشد این روستا نزدیک آبگرم معدنی روستای متعلق است که پذیرای مهممانان و گردشگران زیادی می باشد
این روستا دارای امکانات برق تلفن گاز اب و آنتن دهی موبایل را دارا می‌باشد همچنین این روستا دارای شرکت تعاونی روستایی و همچنین راهدار خانه می‌باشد که در صورت نیاز می‌توانند مسافران عزیز در مهمانسرای راهدار خانه مستقر شوند.